# Majdan (Łętownia)
Majdan – przysiółek wsi Łętownia w Polsce położona w województwie podkarpackim, w powiecie leżajskim, w gminie Nowa Sarzyna.
W latach 1975–1998 miejscowość administracyjnie należała do województwa rzeszowskiego.
W ostatnich latach charakter wsi coraz bardziej się zmienia. W gospodarstwach domowych obserwuje się zanik trzody, dla przykładu stan krów na roku 2016 to zaledwie 1 sztuka.